# VihARTársulat
A VihARTársulat 2021-ben alakult. Félprofi színészeket és tehetséges amatőröket magában foglaló, fúziós színtársulatként olyan (saját) darabokat tűznek műsorra, melyek fontos és aktuális társadalmi, vallási és tudományos kérdéseket vetnek fel. 

## Tagok
- Görcsös Borbála (színész)
- Héjja Balázs (színész)
- Kárpáti István (színész)
- Komornik András (színész)
- Rudas Attila (rendező)
- Szabó Éva (színész)
- Szabó Rita (szerző)
- Szeibert Andrea (színész)

## Színdarabok

### Zsanett 2.0
A mű helyszíne egy koedukált börtöncella, ahol Zsanett (Jeanne d'Arc) és Ervin (Erwin Schrödinger) egymás társaságába kényszerül. A paranoid skizofréniával vádolt, naiv lány a kivégzésére várva is igyekszik megőrizni a hitét, és támogatást remél, míg az introvertált, arrogáns fizikus pusztán nyugalomra vágyna, annak hiányában viszont megelégszik azzal, ha cellatársán gúnyolódhat.
Dinamikus, izgalmas és humoros párbeszédeken keresztül, bontakozó vagy épp titkolt érzelmek árnyékában feszülnek egymásnak különböző nézetek, szempontok – miközben a darab olyan kérdésekre keresi a választ, mint a viszonylagosság, az eleve elrendelés, az idő linearitása vagy a teremtő (azaz a megfigyelő) felelőssége. A szövegben neves filozófusok gondolataival és klasszikus magyar költőktől származó idézetekkel is találkozhatunk.
A frissen szerveződött társulatnak 2021. szeptember 18-21 között négy telt házas előadása volt a Pesti Szabad Szalon és Színház intézményében, melyekre hetekkel a fenti időpontok előtt minden jegy elkelt. 

### Aranyalma
Az Aranyalma című mű alapja Federico García Lorca egyik legjelentősebb és egyben időtlen drámája, a Bernarda Alba háza, azonban mind a környezet, a nyelvezet; mind pedig a konfliktus fő motívumai modern színezetet kapnak. A Lorca-drámából ismert spanyol virtust pedig felváltja a görög istennők és nimfák hasonlóan heves temperamentuma.
Az Aranyalma helyszíne egy szabadulószoba; a Lorcánál megjelenő nyolc éves gyász jelentette bezártság így ebben a drámában pusztán egy hatvan perces családi kényszerprogrammá szelídül. Az Aranyalmában a Bernarda Alba házához hasonlóan három generáció jelenik meg, és a szereplők magukon hordozzák az eredeti műből ismert karakterek jellemvonásait. A görög mitológiához hű (eredet)történetek mentén olyan kérdések kerülnek felszínre, mint az erkölcs, a morál mibenléte, a nőiség, a szexualitás megélése, a múló idő vagy éppen a szabálykövetés.

## Befogadóhelyek
- Pesti Szabad Szalon és Színház
- Háló Közösségi és Kulturális Központ